# Sundasciurus hippurus
Sundasciurus hippurus is een eekhoorn uit het geslacht Sundasciurus die voorkomt van zuidelijk Vietnam via het schiereiland Malakka tot Sumatra en Borneo. S. hippurus is de enige niet-Filipijnse soort in het ondergeslacht Aletesciurus. Deze soort wordt verdeeld in een aantal ondersoorten: hippurus (sensu stricto) (Malakka), borneensis (Gray, 1867) (Midden- en Zuid-Borneo), pryeri (Thomas, 1892) (Noord-Borneo), hippurosus (Lyon, 1907) (Sumatra; de typesoort van het ondergeslacht Aletesciurus), ornatus Dao & Cao, 1990 (Vietnam) en soms ook hippurellus (Lyon, 1907) en inquinatus (Thomas, 1908) (beide uit Borneo).
De bovenkant van het lichaam is roodbruin, de kop en de schouders grijs. Op Borneo varieert de kleur van de onderkant van het lichaam tussen de verschillende ondersoorten van wit tot oranje en donkerrood. De dikke, harige staart heeft soms een rode punt. De kop-romplengte bedraagt 213 tot 238 mm, de staartlengte 176 tot 257 mm, de achtervoetlengte 52 tot 61 mm en het gewicht 260 tot 365 g.
S. hippurus is overdag actief, meestal in kleine bomen, maar soms komt hij ook op de grond. Het dier eet fruit, zaden en insecten. Op Borneo komt het dier zowel in primair als in secundair bos voor.
Sundasciurus brookei · Sundasciurus davensis · Sundasciurus fraterculus · Sundasciurus hippurus · Sundasciurus hoogstraali · Sundasciurus jentinki · Sundasciurus juvencus · Sundasciurus lowii · Sundasciurus mindanensis · Sundasciurus moellendorffi · Sundasciurus philippinensis · Sundasciurus rabori · Sundasciurus samarensis · Sundasciurus steerii · Sundasciurus tenuis